# Apeadeiro de Camarão
O apeadeiro de Camarão é uma gare ferroviária encerrada na Linha do Oeste, em Portugal, que servia as localidades de Casais do Camarão e Moita Boa, no concelho de Bombarral, e de Vale Francas, no Concelho de Cadaval. Em desuso comercial desde 2018, prevê-se a sua eliminação com a modernização da Linha do Oeste.

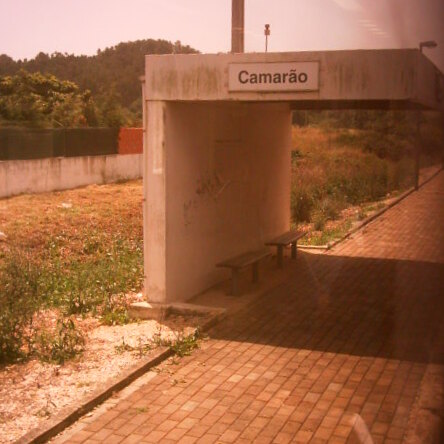
Abrigo do apeadeiro de Camarão, em 2008.

## Descrição

### Infraestrutura
Como apeadeiro de uma linha em via única, esta interface tem uma só plataforma, que tem 100 m de comprimento e 75 cm de altura; esta, com o respetivo abrigo, situa-se do lado nascente da via (lado direito do sentido ascendente, para Figueira da Foz).

## História
Este apeadeiro encontra-se no troço entre as estações de Torres Vedras e Leiria da Linha do Oeste, que entrou ao serviço em 1 de Agosto de 1887, pela Companhia Real dos Caminhos de Ferro Portugueses.
O apeadeiro de Camarão constava ainda do elenco oficial de interfaces (I.P.) em 2010, mas apenas parcialmente em 2022; igualmente, manteve-se nos horários (C.P.) até meados de 2017, mas não era já contemplado nos horários de finais de 2018.

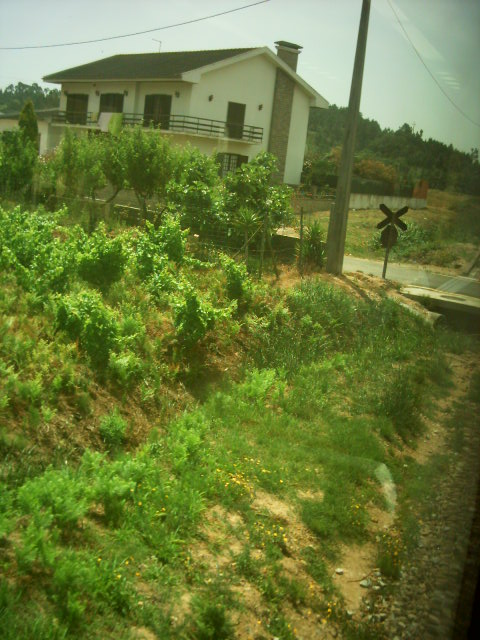
Passagem de nível junto ao apeadeiro de Camarão (ao), em 2008.

Nos finais da década de 2010 foi finalmente aprovada a modernização e eletrificação da Linha do Oeste; o projeto de 2018 para o troço a sul das Caldas da Rainha refere a apenas a desativação do Apeadeiro de Camarão, sem adiantar qualquer motivação. Não obstante, serão mantidas duas passagens de nível nas imediações do local do apeadeiro (ao PK 81+985, em Vale Francas, e ao PK 82+878, com a EM1426, em Casais do Camarão). No âmbito deste projeto efetuar-se-á ainda a ripagem de um troço sinuoso de 1121 m a sul desta interface (PK 80+455 a PK 81+576), em território do Concelho de Cadaval.